# نیدرپیرشاید
نیدرپیرشاید (به آلمانی: Niederpierscheid) یک شهر در آلمان است که در بیتبورگ-پروم واقع شده‌است.